# Johannesburg Indoor 1978
Il Johannesburg Indoor 1978 è stato un torneo di tennis giocato sul cemento. È stata la 2ª edizione del torneo, che fa parte del Colgate-Palmolive Grand Prix 1978. Si è giocato a Johannesburg in Sudafrica dal 3 al 9 aprile 1978.

## Campioni

### Singolare maschile
Cliff Richey ha battuto in finale  Colin Dowdeswell con il punteggio di 6–2 6–4

### Doppio maschile
Bob Hewitt /  Frew Donald McMillan hanno battuto in finale  Colin Dibley /  Geoff Masters con il punteggio di 7–5, 7–6